# موکلیشته
موکلیشته (به صربی: Moklište) یک منطقهٔ مسکونی در صربستان است که در بلا پالانکا واقع شده‌است. موکلیشته ۴۹۲ نفر جمعیت دارد.